# Палеоекологія
Па́леоеколо́гія (рос. палеоэкология, англ. palaeoecology, нім. Paläoökologie f) — розділ палеонтології, який вивчає взаємовідносини між організмами геологічного минулого і середовищем їх мешкання. Має важливе значення для розуміння механізму утворення органогенних гірських порід, місць їх локалізації. Виділяють палеоаутекологію, палеодемекологію, палеосинекологію.
Палеоаутекологія вивчає екологію окремих організмів геологічного минулого.
Палеодемекологія досліджує популяції минулих геологічних епох.
Палеосинекологія вивчає біоценози та біотопи минулого на основі аналізу решток організмів, які знайдені в ориктоценозах та літологію вмісних гірських порід.